# Giselle Montfort
Memórias secretas de Giselle, a espiã nua que abalou Paris é um relato de ficção passado na França ocupada durante a II Guerra Mundial. A história conta as aventuras da espiã Giselle Montfort, uma integrante da Resistência francesa que, pela enorme beleza e corpo escultural, usava de seus atributos físicos para tirar informações dos oficiais nazistas na Paris ocupada para transmiti-la ao maquis.
Escrita pelo jornalista David Nasser (não creditado), a obra foi publicada em 1948 como folhetim no jornal carioca Diário da Noite, com grande sucesso. A coletânea dos capítulos, extensamente revisada, teve várias edições em livros de bolso.

## Folhetim de jornal
As aventuras de Giselle, sempre com grande carga sexual, foram originalmente publicadas em capítulos, sem assinatura de autor, num estilo de diário e de memórias. As memórias teriam sido escritas pela heroína enquanto estava presa na prisão de Lys, esperando execução, e teriam chegado ao Brasil por intermédio de um jornalista italiano, Carlo Tancini.
Na verdade, a obra foi escrita por David Nasser para o Diário da Noite, jornal dos Diários Associados, a pedido de Assis Chateaubriand, que tentava levantar a baixa vendagem do periódico. Publicada em 1948 em capítulos diários, as histórias de Giselle foram um grande sucesso popular e fizeram crescer enormemente as vendas do jornal. Em estilo de folhetim de ação e suspense dramático, impresso num papel verde-claro de baixa qualidade por causa do racionamento pós-guerra, a história trazia várias descrições de Paris da época, que Nasser, que não conhecia a cidade, descrevia em detalhes através das informações de seu colega de reportagens, o fotógrafo e cinegrafista francês Jean Manzon.:426  As fotos de Manzon de vedetes europeias ilustravam os capítulos. A própria direção do jornal intitulava a série como "documentário".
Presa num cabaré, Giselle vagou de cama em cama de oficiais nazistas de apetites sádicos, chegando a ser usada por Adolf Hitler e Heinrich Himmler na imaginação fértil de Nasser, ao mesmo tempo em que passava informações para a Resistência, até ser descoberta e fuzilada.

### Controvérsia sobre fim antecipado do folhetim
Segundo seu biógrafo, Luiz Maklouf Carvalho, David Nasser "criou muito folclore a respeito" de Giselle. Em entrevista a Ayrton Baffa, Nasser relatou que, contrariado por não ter recebido de Chateaubriand um salário adicional pelo sucesso da série, avisou ao chefe que ia matar Giselle num pelotão de fuzilamento e que o capítulo final do folhetim já estava escrito. Chateaubriand ficou apavorado com o possível fim da série, que fazia do Diário o mais vendido jornal vespertino carioca no segundo semestre de 1948, e ofereceu a Nasser um terreno na Gávea em troca de deixar a protagonista "morrer de velha".
Fernando Morais, na biografia de Chateaubriand, acrescenta que Nasser afirmou a Chateaubriand que não havia jeito de continuar com a história, pois o último capítulo, que estava na edição do dia do jornal, terminava com a espiã na frente do pelotão de fuzilamento e o grito final do oficial nazista comandante do pelotão de "Fogo!". O capítulo seguinte seria apenas a finalização da história. Chateaubriand lhe deu então um ultimato: "Se Giselle aparecer morta amanhã, o senhor acorda desempregado depois de amanhã. O senhor trate de avisar a este oficial nazista que acaba de chegar uma ordem de Goering desde Berlim mandando suspender o fuzilamento!" Dessa forma, o folhetim continuou sendo publicado :427
Luiz Maklouf Carvalho, porém, esclarece que "Giselle só foi levada ao paredão no último capítulo, o LIX, chamado 'O Fuzilamento'", e que Freddy Chateaubriand desmentiu a chantagem feita a seu tio. O terreno na Gávea, segundo Freddy, foi dado a Nasser no casamento e não teria relação com Giselle.

## Livro de bolso
Em 1964, a editora carioca Monterrey, de propriedade de dois espanhóis, que alguns anos antes havia lançado no Brasil o primeiro livro de bolso pulp com histórias de ação, FBI, comprou os direitos da novela de Nasser. O jornalista pernambucano José Alberto Gueiros, contratado para dirigir o relançamento em formato de livrinhos a serem vendidos em bancas de jornal, reescreveu parte da história com a ajuda do tio, o poeta Augusto Frederico Schmidt, tornando-a mais crível e enxuta, e lançou-as em quatro livrinhos, com a capa ilustrada em cores pelo artista Benício, que deu rosto e formas espetaculares a Giselle a partir da reedição de 1967. Os quatro livretos foram um grande sucesso entre as novas gerações, provocando relançamentos posteriores em 1967 e 1982. As edições de Giselle em livros de bolso pulp teriam vendido até 500 mil exemplares em bancas de jornais.
O sucesso foi tanto, que os editores da Monterrey, para não deixar morrer a personagem e a lembrança de Giselle, fazendo uma adaptação no texto original de David Nasser, resolveram no último capítulo dos quatro livrinhos inventar uma "filha" para Giselle, que foi enviada para fora da França ocupada depois da morte da mãe, e que no ano seguinte apareceria adulta como "Brigitte Montfort", uma linda e sexy super espiã da CIA nos dias atuais, em livretos próprios. Essa série, publicada mensalmente sob o selo ZZ7, viria a suplantar em muito o sucesso da original, editada por quase trinta anos e 500 histórias, escritas pelo espanhol Antonio Vera Ramírez, sob o pseudônimo de "Lou Carrigan", e com a figura de Brigitte "Baby" Montfort criada também por Benício, que manteve a tradição da beleza espetacular e voluptuosa da mãe.
Em 2000, Ramírez foi contactado por Juan Alberto Fernández Nunes, dono da editora, para criar romances de Giselle; o autor terminou quatro romances em 2001, que não chegaram a ser publicados devido ao falecimento do proprietário. Na Espanha, eles foram finalmente unificados em um único livro intitulado: Giselle, la espía resucitada.